# رضا مشکوویچ
رضا مشکوویچ (انگلیسی: Rizah Mešković؛ زادهٔ ۱۰ اوت ۱۹۴۷) بازیکن سابق یوگسلاو و مربی فوتبال اهل بوسنی و هرزگوین است.
از باشگاه‌هایی که در آن بازی کرده‌است می‌توان به باشگاه فوتبال هایدوک اسپلیت و باشگاه فوتبال آزد آلکمار اشاره کرد.
وی همچنین در تیم ملی فوتبال یوگسلاوی بازی کرده‌است.